# АльбомQнет
«АльбомQнет» — дебютний студійний альбом гурту Вертеп, виданий у 2001 році.

## Зміст
1. Пес — 04:22
2. Мсье Жорж — 04:58
3. Наречена — 06:55
4. Лапта — 05:16
5. Коти — 01:39
6. Пісня мого татка — 04:13
7. Настя — 05:59
8. Джон ячмінне зерно — 02:43
9. Діти — 06:02
10. Драйвер — 07:01
11. Города — 06:11
12. Сідіха мандрує до Симіїзу з Яйли, гірчичними Стежками — 00:49
13. Де, що (промова Юрая Курая 7.07.2001) — 00:58
14. Банкет — 04:48
15. До Ленінграду — 00:49

## Музиканти
- Тимофій Хомяк - вокал, музика, тексти, бек-вокал, перкусія, сопілка, бас-гітара
- Олексій Бондаренко - тексти, музика, гітара, гармоніка, вокал
- Федір Бугай - баян, вокал, перкусія, кселофон
- Наташа Бабенко – скрипка, бек-вокал (2)
- Оксана Бондар – вокал
- Сергій Супрун – гітара, бас-гітара, вокал, бек-вокал
- Олексій Латунов – перкусія
- Дмитро Латунов – перкусія
- Віталій Прус - кобза, труба

### Запис і оформлення
- Микола Мільто - запис, зведення, ефекти, бек-вокал (3,11)
- Дмитро Дрозд - художник